# Тектоника плоча
Тектоника плоча је геолошка теорија која објашњава померања плоча Земљине коре великих размера. Теорија укључује старију хипотезу померања континената, која датира из прве половине 20. века, и концепт ширења океанског дна развијен током 1960-их година.
Спољни део Земље се састоји од два слоја: спољне љуске (литосфера) која обухвата кору и крути горњи део омотача, испод које се налази астеносфера. Иако у крутом стању, астеносфера има релативно ниску вискозност и смичућу моћ па зато има одређене карактеристике флуида (може да тече). Испод астеносфере се налази крући доњи омотач, чије је фазно стање није последица мањих температура, већ високог притиска.
Литосфера је разломљена (издељена) на тзв. литосферне плоче (тектонске плоче). Постоји седам главних и још много мањих плоча. Литосферне плоче плутају на астеносфери. Постоје три типа граница међу плочама:
- конвергентне границе,
- дивергентне границе и
- трансформне границе.

Земљотреси, вулканска активност, издизање планинских ланаца па и обликовање океанских ровова се појављује дуж граница плоча. Бочно се померање плоча обично одвија брзинама од 0.66 до 8.50 cm годишње.

## Развој идеје
Теорија тектонике плоча вуче корене из хипотезе померања континената. Концепт ширења морског дна први је пут предложио у раним 1960-им Роберт С. Дајц, иако се обично приписује Харију Хесу.
Први чврсти докази о тачности теорије били су магнетске аномалије, које су дефинисане као симетричне, паралелне пруге сличне магнетизације на морском дну, са обе стране средњоокеанског гребена. Развијање техника сеизмичких истраживања, поготово сеизмичке томографије, и њихова примена у зони Вадати-Бениоф зонама, у комбинацији с бројним другим геолошким истраживањима, врло је брзо учврстило тектонику плоча као теорију с добрим могућностима објашњавања и предвиђања различитих појава.
Проучавање дубоког океанског дна било је пресудно за развој теорије - дисциплина дубокоморске маринске геологије је буквално процветала 1960-их. Сходно томе, теорија тектонике плоча развила се током касних 1960-их, од када је универзално прихваћена од свих геонаучника. Теорија је револуционизовала геонауке због своје моћи уједињавања и објашњавања различитих геолошких појава.

## Основни принципи
Подела спољних делова Земљине унутрашњости у литосферу и астеносферу заснована је на њиховим механичким разликама и начину преношења топлоте. Литосфера је хладнија и крућа, док је астеносфера топлија и механички слабија. Такође, литосфера губи топлоту кондукцијом, а астеносфера преноси топлоту конвекцијом и има готово адијабатски температурни градијент. Та се подела не би смела мешати с хемијском поделом Земље на језгро, омотач и кору. Литосфера се састоји и од коре и од дела омотача. Одређени део омотача може припадати литосфери, али и астеносфери у различитом времену, што зависи од температуре, притиска и смичуће силе. Основни је принцип тектонике плоча тај да литосфера постоји у облику одвојених и засебних плоча које плутају на вискоеластичној крутој астеносфери. Померање плоча се одвија у распону од неколико милиметара годишње (брзина раста ноктију), па до око 5 центиметара годишње (брзина раста косе).
Плоче су око 100 km дебеле и састоје се од литосферског омотача прекривеног с једним од два типа коре: океанском кором (стари назив је сима) или континенталном кором (стари назив је сиал). Ова два типа коре се разликују у дебљини - континентална је кора знатно дебља од океанске (реда величине 50 km насупрот 5 km).
Плоче се сусрећу дуж граница плоча, које су обично повезане с геолошким догађајима попут земљотреса и стварањем топографских облика као што су планине, вулкани и океански ровови. Већина активних вулкана јавља се на границама плоча, с Пацифичким ватреним прстеном као најактивнијим и најпознатијим.
Тектонске плоче могу укључивати континенталну или океанску кору, али обично једна плоча садржи обе. Нпр. Афричка плоча укључује и континент и делове Атлантског и Индијског океана. Разлика између континенталне и океанске коре заснована је на густини минерала који их изграђују - океанска је кора гушћа од континенталне због различитих удела разних елемената, и силицијума. Океанска кора (базична) је гушћа јер има мање силиција и више тешких елемената од континенталне коре (фелзичне). Резултат тога је да океанска кора лежи испод нивоа мора (нпр. већина Пацифичке плоче), док је континентална кора избачена изнад нивоа мора (због принципа изостазије).

## Типови граница плоча
Постоје три типа граница плоча, који су окарактерисани начином на који се плоче померају релативно једна према другој, а повезане су с различитим површинским феноменима. То су:
1. Трансформне границе, које се јављају на месту где плоче клизе једна поред друге дуж трансформног раседа. Релативно померање две плоче је или синистрално (налево у односу на посматрача) или декстрално (надесно у односу на посматрача).
2. Дивергентне границе се јављају на месту где се две плоче одмичу једна од друге (то су средњоокеански гребени и активне зоне цепања као што је Источноафричка бразда).
3. Конвергентне границе (или активне ивице) се јављају на месту где се две плоче померају једна према другој обично стварајући зону субдукције (ако једна плоча тоне под другу) или континенталне колизије (ако обе плоче садрже континенталну кору). Дубокоморски јаркови су типични за зоне субдукције. Због трења и загревања субдуковане плоче, готово су увек везане са вулканизмом. Најбољи примери за ове процесе су Анди у Јужној Америци и јапански острвски лук.

### Трансформне (конзервативне) границе
Због трења плоче не могу једноставно клизити једна поред друге. Тачније, притисак се повећава у обе плоче све док се не достигне степен прекорачења прага деформације стена, када се акумулирана потенцијална енергија ослобађа у виду деформације на обе стране раседа. Деформација је акумулативна и тренутна, и зависи од реологије стене - растегљива доња кора и омотач акумулирају деформацију постепено путем смицања, при чему крхка горња кора реагује ломљењем или тренутним отпуштањем притисака, које изазива кретање дуж раседа. Растегљива површина раседа може такође отпустити притисак када је степен деформације превелик. Енергија отпуштена тренутним притиском је узрок потреса, учесталог феномена дуж трансформних граница.
Добар пример овог типа границе плоча јесте расед Сан Андреас, који се налази на западној обали Северне Америке и део је изузетно сложеног система раседа на том подручју. На овој се локацији Пацифичка и Северноамеричка плоча померају једна према другој на такав начин да се Пацифичка плоча помера према северозападу у односу на Северноамеричку. Други примери трансформних раседа укључују Алпски расед на Новом Зеланду, и Северноанатолијски расед у Турској. Трансформни раседи се налазе и као изданци на крестама средњоокеанског гребена.

### Дивергентне (конструктивне) границе
На дивергентним се границама две плоче размичу и на тај начин стварају простор који се пуни новим материјалом коре, који потиче од магме накупљене испод. Порекло је нове дивергентне границе на троструком чвору, за који се сматра да је повезан с феноменом познатим као вруће тачке. То су места на којима неизмерно велике конвекцијске ћелије доносе јако велике количине врућег астеносферског материјала близу површине, па се стога сматра да је кинетичка енергија на тим местима довољна за разламање литосфере. Врућа тачка која је подстакнула стварање система Средњоатлантског гребена тренутно се налази испод Исланда који се проширује брзином од неколико центиметара у једном веку.
Дивергентне границе су представљене у океанској литосфери системом океанских гребена, као што су Средњоатлантски гребен и Источнопацифичко узвишење, а у континенталној литосфери долинама браздања као што је позната Источноафричка бразда. Дивергентне границе могу створити масивне зоне раседања у систему средњоокеанског гребена. Генерално, ширење није униформно па се масивни трансформни раседи појављују тамо где су различите брзине ширења суседних блокова стена. То су пукотинске зоне а главни су извор подморских потреса. Карте морског дна показују врло чудан образац блоковитих структура које су одељене линеарним елементима управним на осу гребена. Овај процес постаје јаснији ако посматрамо морско дно између пукотинских зона као покретну траку која односи гребен од средишта ширења на свакој страни јаруге. Креста старијих гребена, паралелна тренутном центру ширења, биће старија и дубља (због термалне контракције и тоњења).
Управо је на средњоокеанским гребенима нађен један од кључних принципа који је узроковао прихватање хипотезе ширења морског дна. Ваздушна геомагнетна истраживања показала су необичан узорак симетричних пруга промена магнетног поларитета на супротним странама оса гребена. Узорак је био превише правилан да би се могао сматрати случајним јер су се ширине наспрамних трака превише добро поклапале. Научници су проучавали поларне промене и направили везу. Магнетне су се траке директно поклапале са Земљиним поларним променама, што је потврђено мерењем старости стена у свакој траци. Те нам траке пружају карту у времену и простору помоћу којих се могу одредити и брзина ширења и поларна померања.

### Конвергентне (деструктивне) границе
Природа конвергентних граница зависи од типа литосфере плоча које се сударају. На месту где се густа океанска плоча судара с мање густом континенталном плочом, океанска плоча се по правилу подвлачи због већег узгона континенталне литосфере, обликујући зону субдукције. На површини, топографски приметан обично океански јарак на океанској страни и планински ланац на континенталној страни. Пример зоне субдукције океан-континент је подручје дуж западне обале Јужне Америке где се океанска плоча субдукује под континенталну Јужноамеричку плочу.
Док је процес непосредно повезан са стварањем растопа изнад тонуће плоче, због чега долази до површинског вулканизма, још увек предмет расправа у геолошкој заједници, општеприхваћени консензус истраживања која су у току указује на то да главни допринос дају волатили. Како плоча која се субдукује тоне, њена температура расте због чега отпушта волатиле (од којих је најважнија вода) заробљене у порозној океанској кори. Вода се издиже у омотач належуће плоче, смањује температуру растопа околних стена па производи растоп (магму) с великим количинама отопљеног гаса. Овај се растоп уздиже до површине и извор је неких од најексплозивнијих вулкана на Земљи због велике запремине екстремно стиснутих гасова (нпр. Етна, Везув). На овај се начин обликују дуги вулкански ланци у унутрашњости континенталног шелфа и паралелно њему. Континентална кичма Јужне Америке обилује овим типом вулканског издизања планина због субдукције Назца плоче. У Северној Америци је планински ланац Каскадних планина, који се протеже јужно од Сијера Неваде у Калифорнији, такође овог типа. Такви вулкани окарактерисани су променљивим периодима мировања и епизодним ерупцијама које започињу испуштањем експлозивних гасова са финим честицама стакластог вулканског пепела и сунђерастог материјала. Целом ивицом Пацифичког океана протежу се вулкани па је познат под називом Ватрени појас Пацифика.
На местима где се две континенталне плоче сударају, плоче се или испупчују и збијају, или се једна плоча поткопава испод или (у неким случајевима) прелази преко друге. Свако од тих деловања ствара простране планинске ланце. Најдраматичнији резултат тих процеса се може видети на месту где се северна ивица Индијске плоче подвлачи под део Евроазијску плочу издижући је и стварајући Хималаје и Тибет. Ово је такође узрок деформације Азијског континента према западу и према истоку на свакој страни колизије.
Када се две океанске плоче примичу једна према другој, обично стварају острвски лук како се једна плоча субдукује под другу. Лук је формиран вулканима који еруптирају кроз належућу плочу како се испод ње растапа тонућа плоча. Лучни облик се појављује због сферичне површине Земље (када ножем зарежемо кору поморанџе, може се уочити лук који је направљен равном ивицом ножа). Дубока подморска јаруга смештена је испред таквог лука на месту где гушћа плоча тоне. Одличан пример за овај тип конвергенције плоча би били Јапан и Алеути на Аљасци.
|  |  |  |

Плоче се могу сударати под косим углом пре него фронтално (нпр. једна се плоча помера према северу, друга према југоистоку), што може узроковати пружно раседање дуж зоне колизије, као додатак субдукцији.
Нису све границе плоча лако дефинисане - неке су широки појасеви чији су покрети научницима нејасни. Пример за то јесте медитеранско-алпска граница, која укључује две велике плоче и неколико микроплоча. Границе плоча не морају се нужно поклапати с оним од континената. Нпр. Северноамеричка плоча не покрива само Северну Америку, него и далекоисточни Сибир и северни Јапан.

## Силе које узрокују покретање плоча
Плоче се могу кретати због односа густине океанске литосфере и слабости астеносфере. Губитак топлоте из омотача прави је извор енергије која покреће тектонику плоча, иако се више не сматра да плоче пасивно плове по астеносферским конвекцијским струјама. Уместо тога, прихваћено је да велика густина океанске литосфере, која тоне у субдукцијским зонама, покреће плоче. У почетку, када се формира на средњоокеанским гребенима, океанска литосфера је мање густине од астеносфере у подлози, али с временом постаје све гушћа, како се кондуктивно хлади и задебљава. Већа густина старије литосфере у односу на астеносферу допушта тоњење дубоко у омотач у субдукцијским зонама, на тај начин производећи највећи део покретачке силе тектонике плоча. Слабост астеносфере допушта плочама да се с лакоћом крећу према зонама субдукције.
Дводимензионална и тродимензионална визуелна дијагностика Земљине унутрашњости (сеизмичка томографија) указује на постојање попречне хетерогене расподеле густине кроз омотач. Такве варијације у густини могу бити узроковане различитим хемизмом стена, различитим кристалним структурама или термалном експанзијом и контракцијом због топлотне енергије. Манифестација ове попречне хетерогености густина је конвекција омотача због сила узгона. Како је тачно конвекција плашта посредно и непосредно повезана са померањем плоча, питање је садашњих истраживања и расправа у геодинамици. Ова енергија мора се некако преносити у литосферу да би се плоче померале. У основи постоје два типа сила које би могле утицати на кретање плоча: трење и гравитација.

### Трење
Темељни отпорКонвекцијске струје великих размера у горњем омотачу преносе се кроз астеносферу - померање је изазвано појавом трења између астеносфере и литосфере.
Усисавање плочеЛокалне конвекцијске струје врше гурање плоча надоле у субдукцијским зонама у океанским јаругама, при чему долази до трења.

### Гравитација
Гравитацијско клизањеНа померање плоча утиче то што се плоче на средњоокеанским гребенима налазе на већој висини. Како се океанска литосфера формира из врућег материјала омотача на гребенима, који се шире, постепено се хлади и с временом (самим тим и с удаљености од гребена) задебљава. Хладна океанска литосфера значајно је гушћа од врућег материјала омотача од којег потиче, па с повећањем дебљине поступно тоне у омотач да би надокнадила веће оптерећење. Резултат је незнатни попречни нагиб с удаљености од осе гребена.
Врло се често у геофизичкој заједници и још чешће у геолошкој литератури за ниже школство овај процес реферише као потискивање од гребена. Ово је у ствари погрешан назив с обзиром да се ништа не потискује и да су тензијске особине доминантне дуж гребена. Много би прецизније било именовати овај механизам као гравитацијско тоњење, с обзиром да укупна варијабилност топографије дуж плоче може значајно варирати, а топографија ширећих гребена само је најистакнутија особина. На пример:
1. Савитљиво удубљивање литосфере пре него што потоне испод суседне плоче, на пример, изазива јасно топографско обележје, које може пореметити или барем извршити утицај на промену топографије океанских гребена.
2. Перјанице омотача (енгл. mantle plumes) врше ударе на доњој страни тектонских плоча па могу драстично променити топографију океанског дна.
Повлачење плочеПомерање плоча изазвано је тежином хладних, густих плоча које тону у омотач на месту јаруга. Издизање материјала на средњоокеанским гребенима готово је сигурно део ове конвекције. Неки су ранији модели тектонике плоча узимали да плоче плове на врху конвекцијских поља као покретне траке. Међутим, већина данашњих научника сматра да астеносфера није довољно јака да директно узрокује померања трењем тих основних сила. Повлачење плоче је широко прихваћено као доминантна сила која делује на плоче. Данашњи модели упућују на то да усисавање на месту јаруга такође игра важну улогу. Ипак, треба узети у обзир да Северноамеричка плоча, на пример, нигде није субдукована, а ипак се креће, као и Афричка, Евроазијска и Антарктичка плоча. Свеобухватна покретачка сила за померање плоча и њен извор енергије остају предмет даљњих истраживања.

### Спољне силе
У истраживању које је објављено у јануарско-фебруарском броју часописа 2006. године Америчког геолошког друштва, група италијанских и америчких научника просудила је да се плоче померају према западу због Земљине ротације и резултујућег трења услед Месечеве гравитације. Како Земља ротира источно у односу на Месец, његова гравитација лагано гура Земљин површински слој назад према западу. Такође је претпостављено (премда контроверзно) да ово може објаснити зашто Венера и Марс немају тектонику плоча, Венера нема месец, а Марсови месеци су премали да би могли имати гравитацијски утицај на Марс.
Међутим, ово није нови аргумент - изворно га је претпоставио Алфред Вегенер, а супротставио му се физичар Харолд Џефрис, који је израчунао да би потребна магнитуда трења узрокованог Месечевом гравитацијом врло брзо зауставила ротацију Земље. Многе плоче се померају према северу и према истоку, а доминантно померање према западу Пацифичког басена произлази из одступања пацифичког центра ширења према истоку (што није предвиђена манифестација лунарних сила). Ипак, претпостављено је да, релативно према доњем омотачу, код свих плоча постоји незнатна компонентна померања према западу.

### Релативни значај сваког механизма
Стварни вектор померања плоча мора бити функција свих сила које делују на плочу. Додуше, тако остаје нејасан степен утицаја појединих процеса који делују на поједине тектонске плоче.
Разноликост геодинамичких оквира и својстава поједине плоче мора јасно резултовати у разликама степена утицаја таквих процеса на покретање плоче. Једна метода решавања овог проблема је узимање у обзир брзине померања поједине плоче и доступних аргумената за сваку покретачку силу плоче, колико год је то могуће.
Једна од најзначајнијих нађених корелација јесте да се плоче прикачене на субдуковану плочу померају много брже од оних које то нису. На пример, Пацифичка плоча је већим делом окружена субдукцијским зонама (тзв. Ватрени прстен) и помера се много брже него плоче Атлантског басена, које су прикачене (можда би се могло рећи заварене) на суседне континенте уместо за субдуковану плочу. Стога се сматра да су силе повезане с плочом, која се креће према доле (гурање плоче и усисавање плоче), покретачке силе које одређују померање плоче.
Упркос томе, покретачке силе померања плоча су још увек веома активна тема расправа и истраживања у геофизичкој заједници.

## Тектонске плоче
Највеће плоче су:
- Афричка плоча, покрива Африку - континентална плоча
- Антарктичка плоча, покрива Антарктик - континентална плоча
- Индо-аустралијска плоча, покрива Аустралију и Индију - континентална плоча
- Евроазијска плоча покрива Азију и Европу - континентална плоча
- Северноамеричка плоча покрива Северну Америку и североисточни Сибир - континентална плоча
- Јужноамеричка плоча покрива Јужну Америку - континентална плоча
- Тихоокеанска плоча, покрива Велики тихи океан – океанска плоча.

У значајне мање плоче спадају Арабијска плоча, Карипска плоча, Хуан де Фука плоча, Наска плоча, Филипинска плоча и Scotia плоча.
Померање плоча је узроковало настајање и распадање континената кроз време, укључујући повремене настанке суперконтинента који су чиниле већина или све континенте.
Сматра се да је први суперконтинент Родина настао пре негде око милијарду година и да је био сачињен од већине Земљиних континената, а да се распао на пет континената пре негде око 600 милиона година.
Померање плоча узроковало је формирање и дезинтеграцију континената кроз геолошко време, укључујући повремено формирање суперконтинената, који су укључивали већину или све континенте. Најпознатији суперконтинент била је Пангеа која се распала на Лауразију (од које су настале Северна Америка и Еуразија) и Гондвану (од које су настали остали континенти).